# Phòng thay đồ trong nhà
Phòng thay đồ (closet, đặc biệt được sử dụng ở Bắc Mỹ) là một không gian kín, có cửa, được sử dụng để lưu trữ, đặc biệt là quần áo. "Phòng thử đồ" được thiết kế từ các bức tường của ngôi nhà để chúng không chiếm không gian rõ ràng trong phòng. Tủ quần áo thường được xây dựng dưới cầu thang, do đó sử dụng không gian khó xử trong trường hợp không dùng đến.
Một trong số các đồ nội thất như tủ chứa hoặc tủ ngăn kéo phục vụ cùng chức năng lưu trữ, nhưng không phải là tủ quần áo, đó là một tính năng kiến trúc chứ không phải là đồ nội thất. Một phòng thay đồ luôn có không gian để treo, trong khi tủ có thể chỉ bao gồm các kệ để xếp các quần áo gấp.Từ "tủ quần áo" có thể ám chỉ một món đồ nội thất độc lập (còn được gọi là armoire) nhưng theo Từ điển tiếng Anh Oxford, tủ quần áo cũng có thể là "tủ ly hoặc tủ nhiều ngăn lớn để lưu trữ quần áo hoặc vải lanh khác", bao gồm "tủ quần áo tích hợp, tủ quần áo được trang bị, tủ quần áo không cửa, v.v."

## Các cách sử dụng khác
Vào thời kỳ Elizabeth và tiếng Anh trung cổ, closet được đề cập đến một phòng riêng nhỏ, một thánh đường bên trong một ngôi nhà lớn hơn nhiều, được sử dụng để cầu nguyện, đọc sách hoặc học tập.
Việc sử dụng từ "closet" để chỉ "phòng vệ sinh" bắt đầu từ năm 1662. Trong tiếng Anh Ấn, cách gọi này vẫn được sử dụng. Các hình thức liên quan bao gồm "earth closet" và water closet (W.C. hay flush toilet). "Privy" mang nghĩa bên ngoài nhà (outhouse) bắt nguồn từ "private", ở trên, kết nối với tiếng Anh sử dụng "closet".